# Paul Sutermeister
Pour les articles homonymes, voir Sutermeister.
Œuvres principales
Der Dorfkaiser, Ein Vierteljahrhundert Missionsarbeit im südlichen Afrika, Meta Heusser-Schweizer, Burenfrauen
Paul Sutermeister, né le 6 juin 1864 à Küsnacht et mort le 2 février 1905 à Berne, est un théologien protestant, rédacteur et écrivain suisse allemand.

## Biographie
Né dans une famille de classe moyenne et éduqué (Bildungsbürgertum; fils d’Otto Sutermeister, frère d'Eugène, de Werner et de Frédéric), Sutermeister fit ses études secondaires à Berne et étudia la théologie dans les universités de Bâle et de Göttingen. Au cours de ses études à Göttingen, il devint membre de la société d'étudiants Akademische Theologische Verbindung Thuringia. Dans la région d'Appenzell, il commença à travailler comme pasteur protestant.
Sutermeister publia « un roman populaire « Der Dorfkaiser » dans lequel il flagellait entre d'autres l'exploitation des populations des campagnes par les agents de la loterie d'État autrichienne. Il s'attira par cette publication de très vives inimitiés et ne fut pas réélu pasteur dans sa paroisse. C'est alors qu'il entra au « Berner Tagblatt » . »
« …la paroisse de Walzenhausen a destitué le pasteur Sutermeister qui, dans un écrit pour la Société de propagation de bonnes lectures, a critiqué la manie de la loterie, si répandue dans l'Appenzell, et elle a chargé une commission de pourvoir la commune d'un pasteur libéral. »
Son roman populaire Der Dorfkaiser («L'empereur du village»), dans lequel il critique l'exploitation des citoyens par la loterie du magnat du village, lui coûta son poste de pasteur à Walzenhausen, et le conduisit à l'activité dans la presse quotidienne.
En tant que rédacteur des affaires étrangères, Sutermeister joignit le Berner Tagblatt en 1898, édita le supplément du samedi Berner Heim et s'occupa de la couverture d’événements locaux. Pour un certain temps, il édita l'hebdomadaire Fürs Schweizerhaus, puis devint rédacteur en chef de la revue chrétienne Fürs Heim.
« M. Sutermeister rédigeait en outre diverses publications religieuses, s'occupait beaucoup de la lutte contre l'alcoolisme et prêchait tous les dimanches dans la chapelle de Holligen. » Il était d'ailleurs actif dans l'organisation de la Croix-Bleue.
En tant qu'écrivain, Sutermeister devint connu par ses réflexions perspicaces sur la vie intime des Suisses, sans pour autant négliger son côté obscur. Il mourut d'une pneumonie à l’âge 40 ans, laissant sa femme Mathilde Fontannaz et des enfants. « Le défunt jouissait à Berne de la considération générale. »

## Obituaires
- « Obituaire », L'Express,‎ 4 février 1905, p. 5

- (de) « † Paul Sutermeister », Der Bund, vol. 56, no 60,‎ 5 février 1905

- (de) Baumgartner, Johannes Howald et Hugendubel, Zum Andenken an Herrn Pfarrer Paul Sutermeister, Redaktor: : Gestorben am 2. Februar 1905, Berne, Berner Tagblatt, 1905 (réimpr. 2011), 22 p. (ISBN 978-3226009477, OCLC 695879836, lire en ligne)